# Le Hareng saur

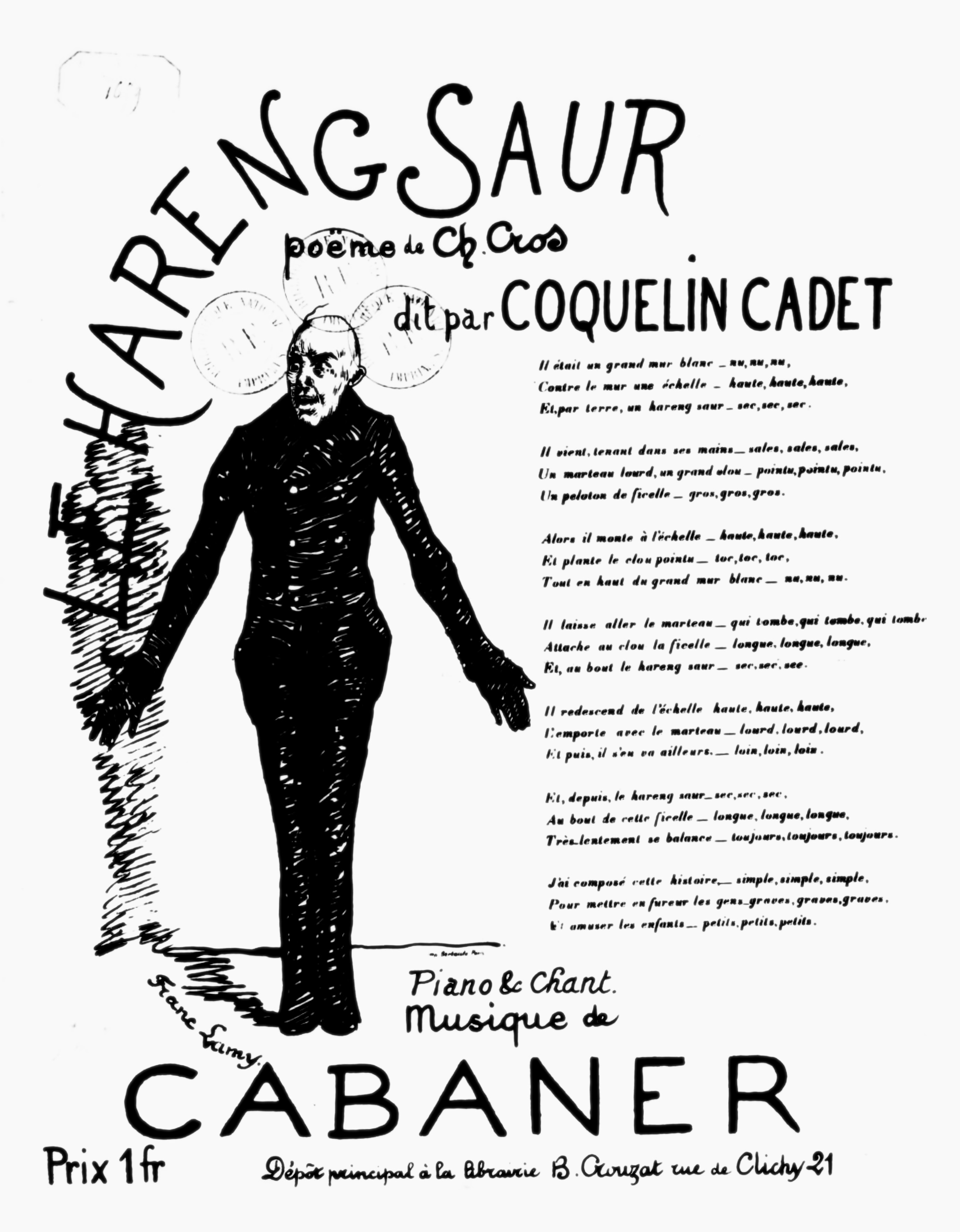
Prospectus dessiné par Franc-Lamy
pour le livret du récital par Coquelin cadet
du Hareng saur de Charles Cros
avec la musique d'Ernest Cabaner.

Le Hareng saur est un poème de Charles Cros. Déjà célèbre en son temps, ce poème humoristique composé en 1872 est encore aujourd'hui très connu en France pour avoir été appris par cœur et récité par des générations d'écoliers.
Le poème a pour origine une histoire que Charles Cros racontait à son fils pour le faire dormir et qui trouvait son origine dans une soirée organisée durant le siège de Paris chez Charles de Sivry qui logeait alors Boulevard Saint-Germain. Charles Cros écrivit sous forme de farce pour se moquer gentiment de Villiers de L'Isle-Adam qui avait apporté dans cette auberge espagnole un hareng, Le Hareng saur. Une première version en prose fut publiée dans La Renaissance littéraire et artistique, une revue bimensuelle dirigée par Émile Blémont. La version définitive, en vers libres, parut en 1873 dans le recueil de Charles Cros intitulé Le Coffret de santal. Le poème était dédié à son fils aîné, Guy Cros.

## Les lectures publiques de Charles Cros
Charles Cros lisait régulièrement ses poèmes en public, aussi bien chez des particuliers que dans des cafés ou des cabarets tels que le Chat noir. Le poète Laurent Tailhade a raconté une séance à laquelle il assista en septembre 1883. Cros avait alors 40 ans.

« Sur un divan pisseux, entouré de sous-diacres, la plupart imberbes et tous d'une évidente malpropreté, Cros, très allumé, récitait des vers. Des cheveux de nègre et ce teint bitumeux que M. Peladan devait qualifier plus tard d' « indo-provençal », en parlant de sa personne ; des yeux bénins d'enfant ou de poète à qui la vie cacha ses tristesses et ses devoirs, les mains déjà séniles et tremblotant de la fièvre des alcools, ainsi m'apparut le fondateur des Zutistes, le praticien délicat dont le Coffret de santal délectait les curieux d'art, cependant que ses monologues, colportés au jour par la fantaisie de MM. Coquelin, éveillaient dans le grand public le goût de la drôlerie infinitésimale. À chaque strophe de ses pièces, connues pourtant et rabâchées dans l'entourage du grand homme, un frisson d'enthousiasme secouait la buée du pétun et les nidoreuses émanations de l'assemblée. Intarissablement, Charles Cros ressassait quelques poèmes, d'une voix brève et mate, dont le timbre découpait non sans vigueur la grâce un peu étriquée de ses compositions. »

## Coquelin Cadet et l'invention du monologue fumiste
C'est au cours de l'une de ces lectures, lors d'un souper aux Batignolles, que le comédien Coquelin cadet eut la révélation d'un genre nouveau, appelé « monologue fumiste » ou tout simplement « monologue », qui allait faire fureur dans les années 1880 : 

« Le monologue est une des expressions les plus originales de la gaieté moderne ; d'un ragoût extraordinairement parisien, où la farce française fumiste et la scie s'allient à la violente conception américaine, où l'invraisemblable et l'imprévu s'ébattent avec tranquillité sur une idée sérieuse, où la réalité et l'impossible se fondent dans une froide fantaisie. [...] Je parle du monologue dont Charles Cros est la mère, et moi, si j'ose m'exprimer ainsi, la sage-femme ; de ce monologue particulier, enfant bizarrement conformé, dont le premier bégaiement a été le Hareng saur. [...] Je vis là l'aurore du monologue moderne, et jamais impression plus curieuse ne me fut donnée qu'en écoutant Cros dire, avec le sérieux d'un homme qui réciterait du Châteaubriand ou du Lamennais, son impayable Hareng Saur. Je ne me doutais pas, à cette époque, que ce petit poisson deviendrait aussi grand, qu'il serait goûté par les foules qui fréquentent les cafés-concerts, et qu'il charmerait cette mer qui s'appelle Paris. »

En cette fin de XIXe siècle, le monologue peut donc être défini comme « une pièce en soi, toujours comique, courte, à un personnage » et « au rythme nécessairement rapide. » Il faut cependant souligner que le genre s'inscrit dans une longue continuité, depuis les théâtres de foire au Moyen Âge, où un personnage faisait rire les badauds en débitant de longues tirades aussi absurdes que cocasses, jusqu'au XXe siècle avec le one-man-show, le stand-up et le sketch. 
Encouragé par le succès du Hareng saur, Coquelin Cadet demanda à Cros, puis à d'autres auteurs, d'écrire pour lui de nouveaux textes. En 1884, il publia avec son frère une anthologie de monologues classés par genre — le monologue triste, le monologue gai, le monologue indécis, le monologue vrai, le monologue excessif — accompagnés de conseils sur la façon de les dire.

## Le texte et l'art de le dire
Texte du Hareng saur de Charles Cros avec des conseils sur l'art de le dire par Coquelin cadet :
| Le Hareng saur                                                | Criez Le Hareng saur d'une voix forte. Ne bougez pas le corps, soyez d'une immobilité absolue. En disant ce titre, il faut que le public ait le sentiment d'une ligne noire se détachant sur un fond blanc. |
| Il était un grand mur blanc — nu, nu, nu,                     | Qu'on sente le mur droit, rigide, et comme il serait ennuyeux aussi monotone que cela, rompez la monotonie : allongez le son au troisième nu, cela agrandit le mur, et en donne presque la dimension à ceux qui vous écoutent.                                                                                         |
| Contre le mur une échelle — haute, haute, haute,              | Même intention et même intonation que pour la première ligne, et pour donner l'idée d'une échelle bien haute, envoyez en voix de fausset (note absolument imprévue) le dernier mot haute, ceci fera rire et vous serez en règle avec la fantaisie.                                                                     |
| Et, par terre, un hareng saur — sec, sec, sec.                | Indiquez du doigt la terre, et dites hareng saur sec avec une physionomie pauvre qui appelle l'intérêt sur ce malheureux hareng, la voix sera naturellement très sèche pour dire les trois adjectifs sec, sec, sec. |
| Il vient, tenant dans ses mains — sales, sales, sales,        | Soutenez la voix et qu'on sente le rythme dans les autres strophes comme dans la première. Il c'est le personnage, on ne sait pas qui c'est Il. Qu'on le voie, montrez-le, cet Il qui vous émeut, vous acteur, et peignez le dégoût qu'inspire un homme qui ne se lave jamais les mains en disant sales, sales, sales. |
| Un marteau lourd, un grand clou — pointu, pointu, pointu,     | Baissez une épaule comme si vous portiez un marteau trop lourd pour vous, et montrez le clou, en dirigeant l'index vers les spectateurs et appuyez bien sur pointu, pointu, pointu pour que le clou entre bien dans l'attention générale.                                                                              |
| Un peloton de ficelle — gros, gros, gros.                     | Écartez les mains, éloignez-les des hanches par degré à chaque gros, gros, gros. Il est chargé, un marteau lourd, un grand clou pointu, et un énorme peloton, ce n'est pas peu de chose, il faut montrer cette charge sous laquelle ploie le pauvre Il.                                                                |
| Alors il monte à l'échelle — haute, haute, haute,             | Même jeu pour les haute que précédemment, la note aiguë à la fin, cette insistance peut faire rire. |
| Et plante le clou pointu — toc, toc, toc,                     | Gestes d'un homme qui enfonce un clou avec un marteau, faire résonner les toc avec force, sans changer le son. |
| Tout en haut du grand mur blanc — nu, nu, nu.                 | Gardez le ton de voix très solide, allongez de nouveau le dernier nu, et faites un geste plat de la main pour montrer l'égalité du mur. |
| Il laisse aller le marteau — qui tombe, qui tombe, qui tombe, | Baissez le diapason par degré pour donner l'idée d'un marteau qui tombe. Vous regardez le public au premier qui tombe, aussi au second vous envoyez un regard par terre avant le troisième, et un autre regard au public en disant le troisième qui tombe et attendez l'effet qui doit se produire.                    |
| Attache au clou la ficelle — longue, longue, longue,          | Allongez par degré le son sur longue, et que le dernier longue soit d'une longueur immense, un couac au milieu de l'intonation finale donnera un ragoût très comique au mot. |
| Et, au bout, le hareng saur — sec, sec, sec.                  | Appuyez d'un air de plus en plus piteux sur le troisième sec. |
| Il redescend de l'échelle — haute, haute, haute,              | Même jeu que précédemment quand il monte, seulement l'inflexion des mots haute va decrescendo, le premier en voix de fausset, le second en médium, et le troisième en grave. Musical. |
| L'emporte avec le marteau — lourd, lourd, lourd,              | Pliez sous le faix en vous en allant. Vous êtes brisé, vous n'en pouvez plus, ce marteau est très lourd, ne l'oubliez pas. |
| Et puis, il s'en va ailleurs — loin, loin, loin.              | Graduez les loin, au troisième vous pourrez mettre votre main comme un auvent sur vos yeux pour voir Il à une distance considérable, et après l'avoir aperçu là-bas, là-bas, vous direz le dernier loin. |
| Et, depuis, le hareng saur — sec, sec, sec,                   | De plus en plus pitoyable. |
| Au bout de cette ficelle — longue, longue, longue,            | Allongez d'un air très mélancolique la voix sur les longue, toujours avec couac ; ne craignez pas, c'est une scie. |
| Très lentement se balance — toujours, toujours, toujours.     | Bien triste. Et geste d'escarpolette à toujours, toujours, toujours. Terminez bien en baissant la voix le troisième toujours, car le récit est fini. La dernière strophe n'est pour l'auditoire qu'un consolant post-scriptum.                                                                                         |
| J'ai composé cette histoire — simple, simple, simple,         | Appuyez sur simple, pour faire dire au public : « Oh ! oui ! simple ! » |
| Pour mettre en fureur les gens — graves, graves, graves,      | Très compassé; qu'on sente les hautes cravates blanches officielles qui n'aiment pas ce genre de plaisanterie. Ouvrez démesurément la bouche au troisième grave, comme un M. Prudhomme très offensé. |
| Et amuser les enfants — petits, petits, petits.               | Très gentiment avec un sourire, baissez graduellement la main à chaque petits pour indiquer la hauteur et l'âge des enfants. Saluez et sortez vite. |

Ces conseils seront suivis à la lettre au XXe siècle par Jean-Marc Tennberg qui fit découvrir par le biais de la télévision ce poème à une nouvelle et vaste audience.